# 花果园双子塔
花果园双子塔，（英語：Huaguoyuan Twin Towers），为中国贵州省贵阳市的双栋超高层摩天大楼，位于南明区花果园的CBD商圈核心区域，于2020年建成。